# Galleria Saatchi
La Galleria Saatchi (Saatchi Gallery) è una galleria londinese d'arte contemporanea che fu aperta da Charles Saatchi nel 1985, con l'intento di mostrare al pubblico la propria collezione. Nel corso degli anni, essa ha occupato diverse sedi: prima nell'area Nord di Londra, poi la South Bank, lungo il fiume Tamigi, ed è attualmente situata a Chelsea.

## Storia
La collezione Saatchi e con essa la mostra della Galleria, ha avuto fasi distinte, partendo con artisti americani e con il minimalismo; si è poi mossa verso la corrente di Damien Hirst degli Young British Artists (YBA); in seguito ha esibito solamente dipinti, per poi far ritorno all'arte contemporanea americana in USA Today presso la Royal Academy a Londra.
Nel 2008 una mostra sull'arte cinese ha dato vita all'esibizione inaugurale della Galleria, nel nuovo sito, "The Duke of York's HeadQuarter".

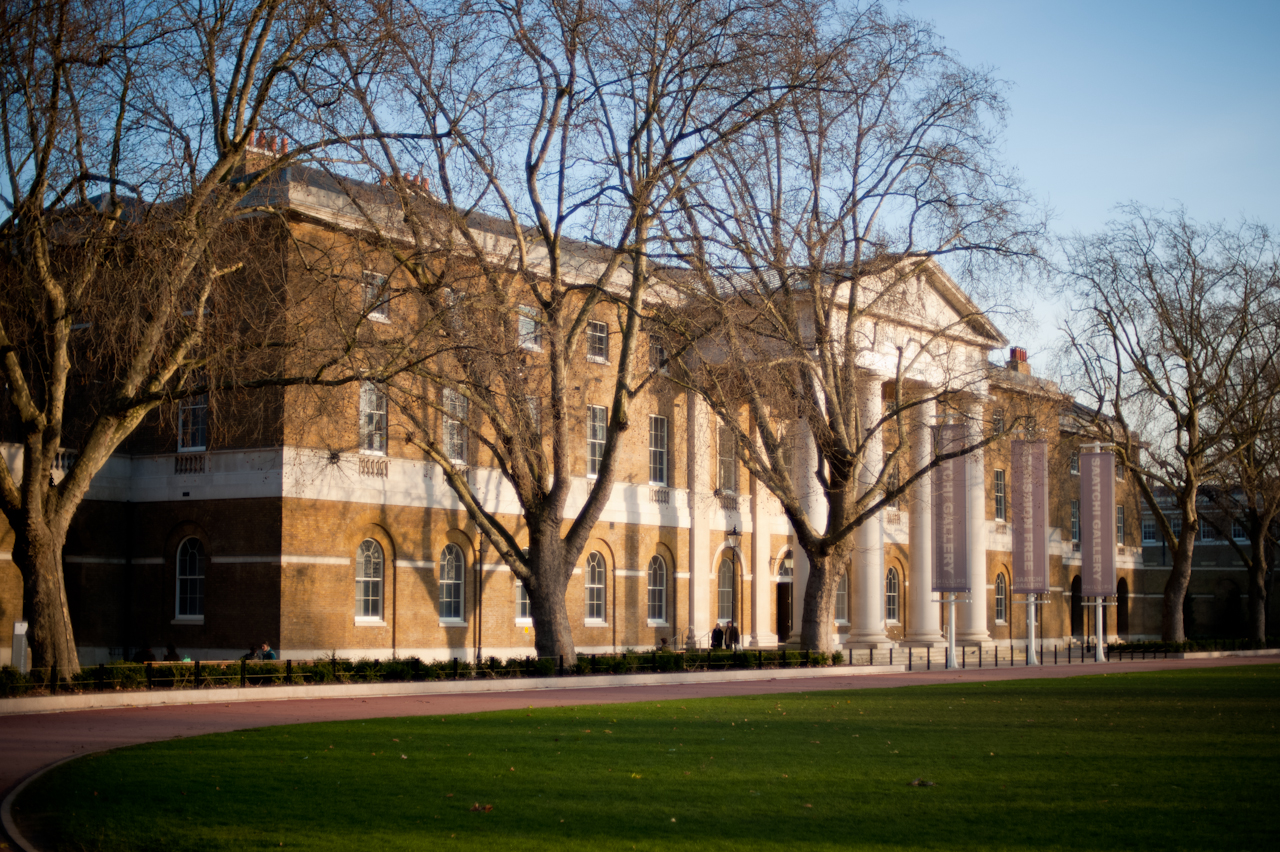
Galleria Saatchi

Fin dal momento della sua apertura, la Galleria Saatchi ha avuto un'influenza forte sul mercato e sulla produzione d'arte in Gran Bretagna. Essa ha inoltre avuto una storia controversa con i mass media - vicenda che è arrivata a giudizio; e che ha sollevato reazioni estremamente critiche. Molti degli artisti che espongono nella galleria sono sconosciuti, non soltanto al pubblico generico, ma anche al mercato dell'arte: esibire le proprie opere alla galleria ha contribuito allo sviluppo delle loro carriere, dimostrandosi un valido trampolino di lancio.
Nel 2010 è stato reso noto che la Galleria Saatchi sarebbe stata offerta al pubblico britannico, diventando il Museo dell'Arte Contemporanea per Londra.